# Allium moschatum
L'aglio moscato (Allium moschatum L.)  è una specie bulbosa della famiglia Amaryllidaceae (sottofamiglia Allioideae).

## Distribuzione e habitat
Si può trovare in Europa meridionale, Turchia, il Caucaso e Iran.